# 郑崇兰
郑崇兰（1893年—1974年），男，原籍浙江鄞县，生于上海，中国电影摄影师、电影机械技术专家，曾任中国电影工作者协会理事。